# 固定翼機

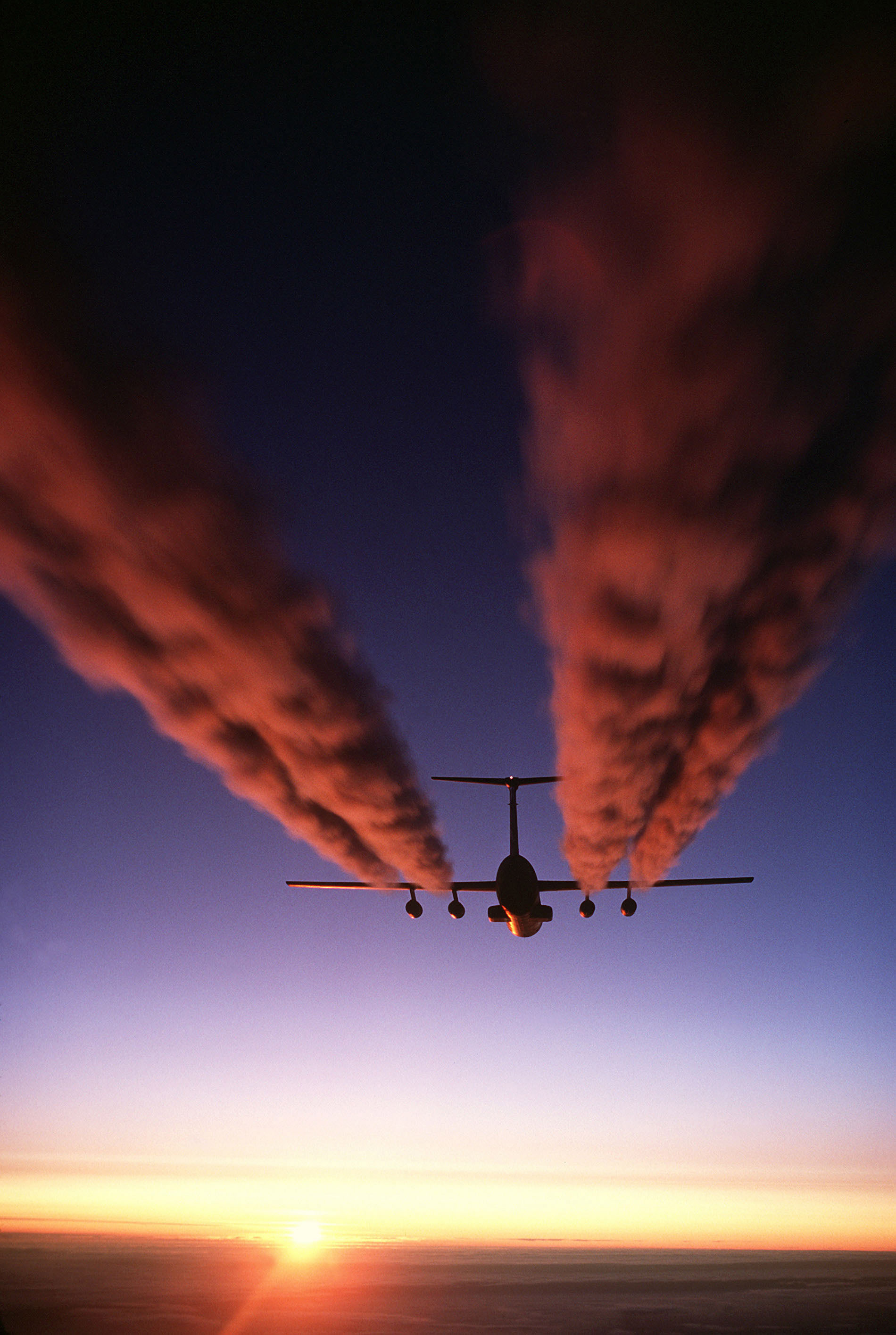
C-141 Starlifter

固定翼機（こていよくき）とは、以下の2つの定義が存在する。
1. 主翼が機体に対して固定されており、機体が前進することによって揚力を発生させ飛行する航空機のこと。
2. 上記1の定義に含まれる航空機をさらに分類して、折りたたみ翼といった翼の形状変更機能を持たない航空機を、折りたたみ翼を持つ航空機と区別する際の呼称である。主に軍事用語である。ただし、可変翼機は翼の形状を変更できるが固定翼機とされる場合が多い。

## 1の定義の固定翼機の特徴
飛行機とグライダー、超軽量動力機を指し、ヘリコプターなどの回転翼機に対する語として用いられる。プロペラ機・ジェット機などがある。初期の重航空機はすべてこれである。当初は回転翼機のように、推力で機体を持ち上げるという動作が、エンジンの推力の限界があったため不可能だったためである。
利点としては、ヘリなどの回転翼機には決して出すことができない速度と、その推進力を生かした高い輸送能力がある。また、回転翼機とは比べ物にならないほど大型の機体を製作可能という点もある。グライダーは、エンジンを持たず軽量であることから基本的に全て固定翼機である。
欠点としては、固定翼機は離着陸時には空港や飛行場での滑走路、または航空母艦の広い飛行甲板のような平坦な走行路を必要とする事が挙げられる。また回転翼機が上下前後左右に自由自在に飛行可能、かつ空中静止が可能であるのに対し、固定翼機は基本的に前進飛行のみで後退は不可能。左右方向に進むには機体の向きを変える必要があり、上昇下降も前進飛行と同時にしか行えない（垂直上昇・下降可能な固定翼機はかなり限られる）。しかも一定の速度以上での飛行しかできない（最低速度以下では失速する）。
ただし、ハリアーなどの垂直離着陸機は、上記の固定翼機の欠点に対処した航空機である。しかしながら速度や輸送能力で、通常の固定翼機よりも妥協している。いわば固定翼機と回転翼機の中間的な性格の航空機である。V-22は機構的にも、固定翼機と回転翼機の中間的存在の機体であると言える。

## 2の定義の固定翼と折りたたみ翼の比較
航空母艦などで運用される艦上機は、限られた艦内空間に可能な限り多数の機体を収容する必要性や、昇降エレベーターで扱える大きさにも制限されるため、主翼が折り畳める「折たたみ翼」を備える機体の採用例が多い。第二次世界大戦期までは、艦上機のサイズも現代ほどは大きく無かったため固定翼機は珍しく無かったが、戦後は艦上機のジェット化もあいまって機体サイズも大きくなり、折りたたみ翼を採用する機体が普通となった。
ただし、折りたたみ翼や可変翼といった機体は、その機構ゆえに翼の強度がおおむね低く、翼下に重量物を搭載できないことや、機体の重量増や生産が複雑となり高コストになるといった欠点がある。
固定翼機では、これらの欠点が生じず、駐機空間に余裕がある陸上機では折りたたみ翼が採用されることは基本的に無い。艦上機に固定翼機が採用される場合や陸上機に折りたたみ翼を持つ機体が採用される場合には、特筆されることがある。代表的な例としては、アメリカ海軍のA-4がある。この機体は固定翼機でありながら機体の小型化に成功したため、折りたたみ翼の採用を避けて機体規模の割に兵装搭載量も大きくできたとされる。
可変翼機は、翼が固定されているとは言えないが、折りたたみ形式ではない事を理由に、固定翼機に分類される事もある。可変翼機の利点は、高速巡航時などには後退角を大きくとり、低速巡航や離着陸時など揚力を大きくとりたい場合や、後退角の失速特性の改善、航続距離の延長などを行いたい時は角度を小さくし、これを得ることができるというものがある。同時に最大後退角にしておけば占有スペースを小さくできるという利点があるが、その機構のため重量も増加し、後退角の制御に高度な電子機器を必要とする場合が多く、また生産工程が複雑なため高コストになりやすいという欠点は折りたたみ翼と類似している。
この他過去に試作された飛行機式空陸両用車は、公道走行時には翼を折り畳むことが普通であった（翼を撤去する場合もあった）。